# Campeonato Mundial de Atletismo em Pista Coberta de 2016 - Salto em distância feminino
A prova do salto em distância feminino do Campeonato Mundial de Atletismo em Pista Coberta de 2016 ocorreu dia  18 de março em Portland, nos Estados Unidos.

## Recordes
Antes desta competição, os recordes mundiais e do campeonato nesta prova eram os seguintes:
|    | Nome            | Nacionalidade     | Distância | Local             | Data                    |
| -- | --------------- | ----------------- | --------- | ----------------- | ----------------------- |
| WR | Heike Drechsler | Alemanha Oriental | 7m 37cm   | Viena, Áustria    | 13 de fevereiro de 1988 |
| CR | Brittney Reese  | Estados Unidos    | 7m 23cm   | Istambul, Turquia | 11 de março de 2012     |

## Medalhistas
| Ouro                 | Prata                | Bronze              |
| Brittney Reese (USA) | Ivana Španović (SRB) | Lorraine Ugen (GBR) |

## Resultados
A prova ocorreu dia 18 de março. 
| Colocação         | Nome                        | Nacionalidade  | #1   | #2   | #3   | #4   | #5   | #6   | Resultados | Notas |
| ----------------- | --------------------------- | -------------- | ---- | ---- | ---- | ---- | ---- | ---- | ---------- | ----- |
| Medalha de ouro   | Brittney Reese              | Estados Unidos | 6.97 | x    | x    | 6.88 | 7.00 | 7.22 | 7.22       | WL    |
| Medalha de prata  | Ivana Španović              | Sérvia         | 7.00 | 6.88 | x    | x    | 7.07 | 6.76 | 7.07       | NR    |
| Medalha de bronze | Lorraine Ugen               | Reino Unido    | 6.62 | 6.64 | 6.65 | x    | 6.93 | 6.86 | 6.93       | NR    |
| 4                 | Janay DeLoach Soukup        | Estados Unidos | x    | 6.80 | x    | x    | 6.85 | 6.89 | 6.89       | SB    |
| 5                 | Brooke Stratton             | Austrália      | 6.57 | 6.75 | 6.62 | x    | 6.72 |      | 6.75       |       |
| 6                 | Alexandra Wester            | Alemanha       | x    | 6.44 | 6.67 | 6.59 | 6.57 |      | 6.67       |       |
| 7                 | Ksenija Balta               | Estónia        | 6.59 | 6.57 | 6.48 | 6.60 | 6.59 |      | 6.60       |       |
| 8                 | Shara Proctor               | Reino Unido    | x    | 6.55 | 6.57 | x    | 6.54 |      | 6.57       |       |
| 9                 | Nastassia Mironchyk-Ivanova | Bielorrússia   | 6.56 | 6.55 | 6.47 |      |      |      | 6.56       |       |
| 10                | Alina Rotaru                | Roménia        | x    | 6.40 | 6.45 |      |      |      | 6.45       |       |
| 11                | Chelsea Jaensch             | Austrália      | 5.84 | 6.28 | 6.38 |      |      |      | 6.38       |       |
| 12                | Xenia Stolz                 | Alemanha       | 6.34 | x    | 6.37 |      |      |      | 6.37       |       |
| 13                | Jazmin Sawyers              | Reino Unido    | x    | 6.31 | 6.27 |      |      |      | 6.31       |       |
| 14                | Khaddi Sagnia               | Suécia         | 6.08 | 5.98 | –    |      |      |      | 6.08       |       |
| 15                | Konomi Kai                  | Japão          | x    | x    | x    |      |      |      | NM         |       |
| 15                | Eliane Martins              | Brasil         | x    | x    | x    |      |      |      | NM         |       |

Legenda
| Recorde mundial       | Recorde mundial (World record)               |                       | Recorde africano                      | Recorde africano (African) |                                           | Q | Classificado por posição (Qualified) |
| Recorde do campeonato | Recorde do campeonato (Championship record)  | Recorde da América    | Recorde da América (Americas)         | q                          | Classificado por melhor tempo (Qualified) |   |                                      |
| Melhor marca do ano   | Melhor marca do ano (World leading)          | Recorde asiático      | Recorde asiático (Asian)              | DNS                        | Não largou (Did not start)                |   |                                      |
| Recorde nacional      | Recorde nacional (National record)           | Recorde europeu       | Recorde europeu (European)            | DNF                        | Não terminou (Did not finish)             |   |                                      |
| Recorde pessoal       | Recorde pessoal do atleta (Personal best)    | Recorde da Oceania    | Recorde da Oceania (Oceania)          | DSQ / DQ                   | Desclassificado (Disqualified)            |   |                                      |
| Recorde da temporada  | Recorde da temporada do atleta (Season best) | Recorde sul-americano | Recorde sul-americano (South America) | NM                         | Sem marca (No mark)                       |   |                                      |